# Pasekan (Ambarawa)
Pasekan is een bestuurslaag in het regentschap Semarang van de provincie Midden-Java, Indonesië. Pasekan telt 6029 inwoners (volkstelling 2010).